# 劳动光荣勋章 (摩尔多瓦)

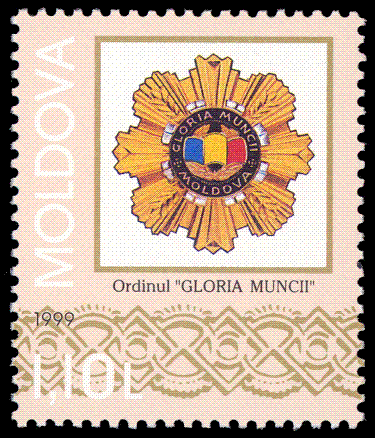
1999年摩尔多瓦邮票

劳动光荣勋章（羅馬尼亞語：Ordinul Gloria Muncii）是摩尔多瓦政府设立的勋章，以嘉奖在工作中取得卓越贡献的摩尔多瓦公民及外国公民。勋章由摩尔多瓦总统授予。

## 历史
1992年7月30日第1123号法律确定了摩尔多瓦的勋奖制度，其中第17(9)款确立了“劳动光荣勋章”，以奖励在所有领域取得巨大成功和杰出成就者。